# Vaahteraliiga 1981
La Vaahteraliiga 1981 è stata la 2ª edizione del campionato finlandese di football americano di primo livello, organizzato dalla SAJL.
Sono noti i risultati solo di una parte degli incontri.

## Squadre partecipanti
| Club                 | Città      | Stadio | Sponsor ufficiale | Risultato nella stagione 1980 |
| -------------------- | ---------- | ------ | ----------------- | ----------------------------- |
| East City Giants     | Helsinki   |        |                   |                               |
| Espoo Poli           | Espoo      |        |                   |                               |
| Helsinki Roosters    | Helsinki   |        |                   |                               |
| Hyvinkää Falcons     | Hyvinkää   |        |                   |                               |
| Jyväskylä Rangers    | Jyväskylä  |        |                   |                               |
| MAJS                 | Helsinki   |        |                   |                               |
| Savonlinna Steamers  | Savonlinna |        |                   |                               |
| Viherlaakso Gorillas | Espoo      |        |                   |                               |

## Stagione regolare

### Calendario

#### 1ª giornata
| 1981 | East City Giants | 89 – 0 | Jyväskylä Rangers |  |

| 1981 | Viherlaakso Gorillas | 0 – 6 | Helsinki Roosters |  |

| 1981 | Savonlinna Steamers | 0 – 26 | Hyvinkää Falcons |  |

| 1981 | MAJS | 8 – 2 | Espoo Poli |  |

#### 2ª giornata
| 1981 | MAJS | 52 – 0 | Hyvinkää Falcons |  |

| 1981 | Jyväskylä Rangers | 0 – 78 | Espoo Poli |  |

| 1981 | Savonlinna Steamers | 0 – 51 | Viherlaakso Gorillas |  |

| 1981 | Helsinki Roosters | 0 – 19 | East City Giants |  |

#### 3ª giornata
| 1981 | Hyvinkää Falcons | 0 – 6 | Viherlaakso Gorillas |  |

| 1981 | Jyväskylä Rangers | 0 – 60 | MAJS |  |

| 1981 | Savonlinna Steamers | 0 – 56 | Helsinki Roosters |  |

| 1981 | East City Giants | 35 – 4 | Espoo Poli |  |

#### 4ª giornata
| Savonlinna 8 agosto 1981 | Savonlinna Steamers | 2 – 90 | Espoo Poli |  |

| Helsinki 8 agosto 1981 | MAJS | 22 – 8 | East City Giants |  |

| Jyväskylä 9 agosto 1981 | Viherlaakso Gorillas | 72 – 0 | Jyväskylä Rangers |  |

| Hyvinkää 9 agosto 1981 | Hyvinkää Falcons | 0 – 47 | Helsinki Roosters |  |

#### 5ª giornata
| Espoo 15 agosto 1981 | Espoo Poli | 58 – 0 | Viherlaakso Gorillas |  |

| Helsinki 15 agosto 1981 | East City Giants | 57 – 0 | Hyvinkää Falcons |  |

| Jyväskylä 16 agosto 1981 | Jyväskylä Rangers | 0 – 22 | Savonlinna Steamers |  |

| Helsinki 16 agosto 1981 | Helsinki Roosters | 20 – 22 | MAJS | Velodromo di Helsinki |

#### 6ª giornata
| Hyvinkää 22 agosto 1981 | Hyvinkää Falcons | 0 – 42 | Espoo Poli |  |

| Espoo 22 agosto 1981 | Viherlaakso Gorillas | 0 – 70 | East City Giants |  |

| 1981 | Jyväskylä Rangers | 30 – 0 (a tavolino) | Helsinki Roosters |  |

| 22-23 agosto 1981 | MAJS | 40 – 6 | Savonlinna Steamers |  |

#### 7ª giornata
| Jyväskylä 30 agosto 1981 | Jyväskylä Rangers | 0 – 12 | Hyvinkää Falcons |  |

| Espoo 30 agosto 1981 | Viherlaakso Gorillas | 0 – 52 | MAJS |  |

| 1981 | Helsinki Roosters | 6 – 30 | Espoo Poli |  |

| 1981 | Savonlinna Steamers | 6 – 28 | East City Giants |  |

### Classifica
La classifica della regular season è la seguente:
- PCT = percentuale di vittorie, G = partite giocate, V = partite vinte,  P = partite perse, PF = punti fatti, PS = punti subiti

| Pos. | Squadra              | PCT   | G | V | N | P | PF  | PS  |
| ---- | -------------------- | ----- | - | - | - | - | --- | --- |
| 1    | MAJS                 | 1.000 | 7 | 7 | 0 | 0 | 256 | 36  |
| 2    | East City Giants     | .857  | 7 | 6 | 0 | 1 | 306 | 32  |
| 3    | Espoo Poli           | .714  | 7 | 5 | 0 | 2 | 304 | 51  |
| 4    | Helsinki Roosters    | .429  | 7 | 3 | 0 | 4 | 135 | 101 |
| 5    | Viherlaakso Gorillas | .429  | 7 | 3 | 0 | 4 | 129 | 186 |
| 6    | Hyvinkää Falcons     | .286  | 7 | 2 | 0 | 5 | 38  | 204 |
| 7    | Savonlinna Steamers  | .143  | 7 | 1 | 0 | 6 | 36  | 291 |
| 8    | Jyväskylä Rangers    | .143  | 7 | 1 | 0 | 6 | 30  | 333 |

## Playoff

### Tabellone
|  | Semifinali | Semifinali        | Semifinali |                  |    | II Vaahterahmalja | II Vaahterahmalja | II Vaahterahmalja |  |
|  |            |                   |            |                  |    |                   |                   |                   |  |
|  | 1          | MAJS              | 28         |                  |    |                   |                   |                   |  |
|  | 1          | MAJS              | 28         |                  |    |                   |                   |                   |  |
|  | 4          | Helsinki Roosters | 16         |                  |    |                   |                   |                   |  |
|  | 4          | Helsinki Roosters | 16         |                  | 1  | MAJS              | 30                |                   |  |
|  |            |                   |            |                  | 1  | MAJS              | 30                |                   |  |
|  |            |                   | 2          | East City Giants | 24 |                   |                   |                   |  |
|  | 2          | East City Giants  | 2          | East City Giants | 24 | 8                 |                   |                   |  |
|  | 2          | East City Giants  |            |                  |    | 8                 |                   |                   |  |
|  | 3          | Espoo Poli        | 4          |                  |    | Finale 3º posto   | Finale 3º posto   | Finale 3º posto   |  |
|  | 3          | Espoo Poli        | 4          |                  |    |                   |                   |                   |  |
|  |            |                   |            |                  |    |                   |                   |                   |  |
|  |            |                   |            |                  |    | 4                 | Helsinki Roosters | 6                 |  |
|  |            |                   |            |                  |    | 4                 | Helsinki Roosters | 6                 |  |
|  |            |                   |            |                  |    | 3                 | Espoo Poli        | 36                |  |

### Semifinali
| 1981 | MAJS | 28 – 16 | Helsinki Roosters |  |

| 1981 | East City Giants | 8 – 4 | Espoo Poli |  |

### Finale 3º - 4º posto
| 1981 | Espoo Poli | 36 – 6 | Helsinki Roosters |  |

### II Vaahteramalja
| Helsinki 1981 | MAJS | 30 – 24 | East City Giants | Velodromo di Helsinki |

## Verdetti
- MAJS Campioni della Finlandia 1981